# Andrew Marvell
Andrew Marvell, angleški pesnik in politik, * 31. marec 1621,  Winestead, Yorkshire, † 16. avgust 1678, London.
Marvell je eden izmed predstavnikov t. i. »metafizičnih pesnikov« svojega obdobja, v katerega uvrščamo tudi Johna Donna, Georgea Herberta, Henryja Vaughana, Abrahama Cowleyja, Johna Clevelanda in Richarda Crashawa. Marvell velja za najboljšega naslednika Johna Donna. Nekatera njegovih najbolj znanih del so To His Coy Mistress, The Garden, An Horatian Ode upon Cromwell's Return from Ireland, The Mower's Song in Upon Appleton House.

## Življenje
Andrew Marvell se je rodil 31. marca 1621 v Winesteadu. Ko je bil star tri leta, se je družina preselila v Hull, kjer je Marvell obiskoval srednjo šolo. Z dvanajstimi leti je začel obiskovati Univerzo v Cambridgeu, kjer je leta 1639 tudi diplomiral. Kmalu za tem je umrla njegova mati, leta 1641 pa še oče. Najverjetneje je zaradi tega istega leta zapustil univerzo brez dokončane druge stopnje.
Med angleško državljansko vojno se politično ni opredelil. Po tem je sprva nasprotoval delu Oliverja Cromwella, a se je njegov odnos do novih političnih razmer kasneje spremenil in postal je lektor pri Johnu Miltonu. V 1640-ih letih je Marvell štiri leta potoval po Evropi in se med tem naučil nizozemščine, francoščine, italijanščine in španščine. Točen namen njegovega potovanja ni znan, a je imelo močan vpliv na njegovo ustvarjanje.
V letih 1651–52 je bil tutor takrat dvanajstletni Mary, hčeri Thomasa Fairfaxa, upokojenega Cromwellovega generala. Strokovnjaki so mnenja, da je Marvell ravno v tem času napisal najboljša besedila. Leta 1659 je bil Marvell izvoljen za poslanca in na tem položaju ostal do svoje smrti, ki je bila zelo nenadna. Umrl naj bi zaradi malarije, a so bile v tistem času zelo razširjene tudi govorice, da ga je zastrupil eden izmed jezuitov, ki so bili tarča Marvellove satire.

## Delo
Njegove najzgodnejše pesmi, ki so se ohranile, še ne vsebujejo nobenih razvidnih osebnih prepričanj o religiji in kulturi. Njegovi prvi pesmi, zapisani v grščini in latinščini, sta bili izdani leta 1637. Po letu 1660 je Marvell začel pisati politične satire v prozi in poeziji. Najpomembnejša politična satira zapisana v prozi je The Rehearsal Transpros’d, najpomembnejša zapisana lirika pa Last Instructions to a Painter. Njegova dela so izpopolnjena, ironična in včasih skrivnostna, v njih se kažeta izvirnost in elegantnost. So izjemno pomemben del zapisov iz tistega časa in izrazito odražajo takratno dogajanje. Prva publikacija njegovih pesmi je izšla šele tri leta po njegovi smrti – po tem, ko je njegova gospodinja Mary Palmer, ki se je lažno izdajala za njegovo vdovo, našla njegove rokopise.
V sedemnajstem stoletju je bil Marvell znan kot satirik in politik, ki je podpiral svobodno izbiro vere. Njegova politična kariera je zasenčila njegovo pesništvo. Danes pa je vedno bolj znan prav po svoji lirski poeziji. Ta je postala bolj popularna v devetnajstem stoletju, ko jo je hvalil Charles Lamb. Kot eden izmed najpomembnejših pesnikov sedemnajstega stoletja pa je bil Marvell deležen največje hvale šele na začetku dvajsetega stoletja. Zasluge za to gredo predvsem T. S. Eliotu, ki je v svojem eseju hvalil Marvellovo izvrstno tehniko pisanja in je prav tako pomagal povrniti ugled tudi ostalim metafizičnim pesnikom. Marvell še vedno velja za bistrega in pogumnega nasprotnika sodne korupcije ter zagovornika svoboščin.